# Eerste afzettingsprocedure tegen Donald Trump

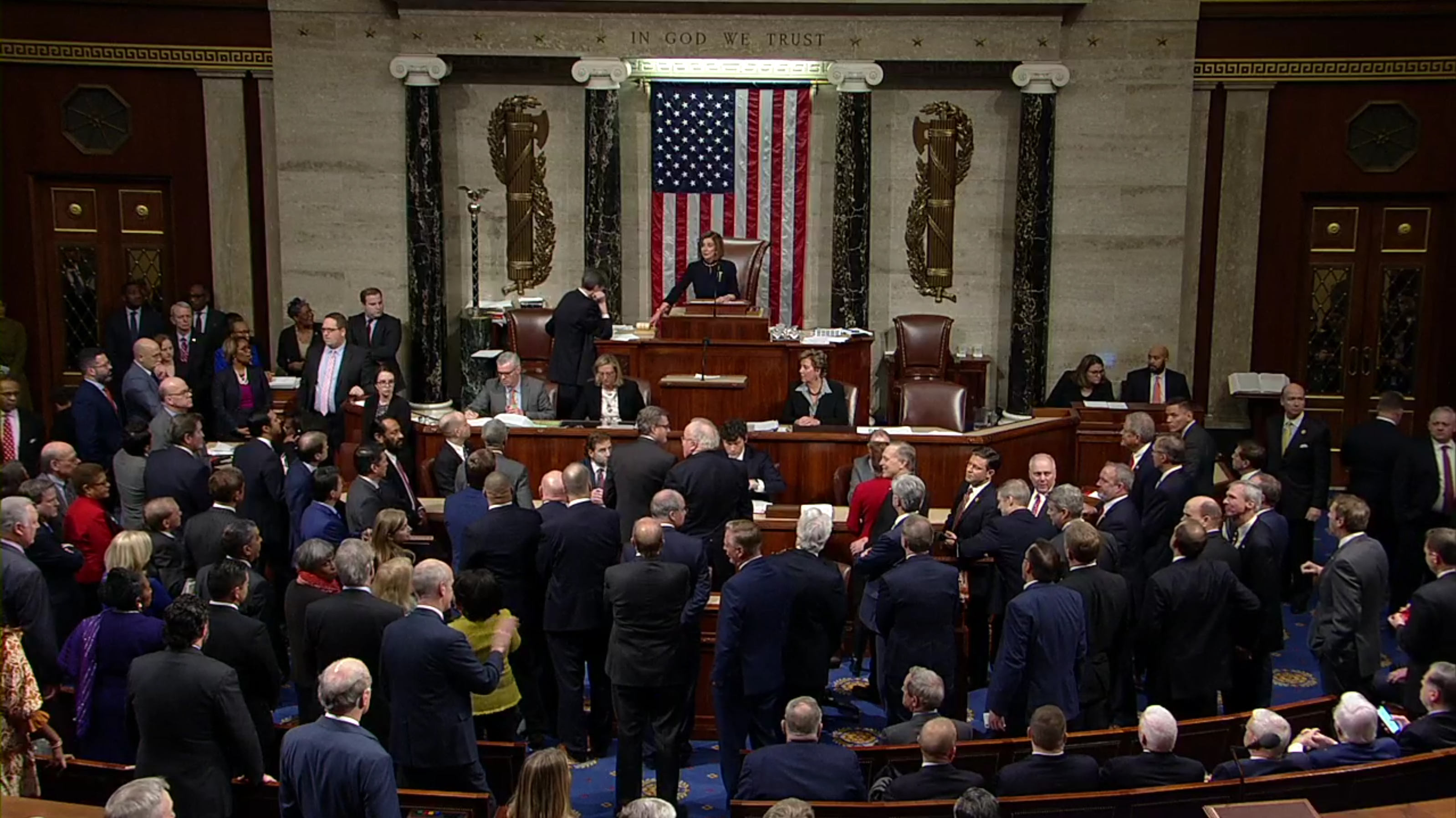
Het Huis van Afgevaardigden stemt voor aanname van de afzettingsartikelen, 18 december 2019.

De eerste afzettingsprocedure tegen Donald Trump, de 45e president van de Verenigde Staten, vond plaats tussen eind 2019 en begin 2020. Op 18 december 2019 nam het door de Democraten gedomineerde Huis van Afgevaardigden als gevolg van de Oekraïne-affaire twee zogenaamde articles of impeachment aan tegen president Trump, de eerste wegens machtsmisbruik en de tweede wegens obstructie van het Congres. 
President Trump werd op 5 februari 2020 vrijgesproken van de beschuldigingen door de Senaat, waarin de Republikeinen een ruime meerderheid hadden.

## Aanleiding
De aanleiding was het telefoongesprek met Volodymyr Zelensky, president van Oekraïne. Daarin werd door Trump aan de orde gesteld dat hij namens de Verenigde Staten pas bewapeningssteun aan Oekraïne wilde verlenen indien er in Oekraïne een onderzoek zou worden gestart naar oud-vice-president Joe Biden en het bedrijf van diens zoon Hunter in Oekraïne. Trump verlangde in dat gesprek daarmee een "tegenprestatie" ("quid pro quo"). Biden was op dat moment een van de belangrijkste kanshebbers om namens de Democratische Partij de tegenkandidaat van Trump te worden bij de Amerikaanse presidentsverkiezingen van 2020. 

## Aankondiging
Op 24 september 2019 kondigde Nancy Pelosi, voorzitter van de Democratische Partij van het Amerikaanse Huis van Afgevaardigden, een officieel onderzoek aan voor een inbeschuldigingstelling van de president (impeachment inquiry); een onderzoek dat tot de afzetting van Trump zou kunnen geleid hebben.
President Trump noemde het opstarten van de inbeschuldigingstellingsprocedure een "heksenjacht".

## Procedure en proces
Zes commissies van het Huis van Afgevaardigden werden belast met het opstarten van een formeel onderzoek in de zaak. Pelosi stelde:
De daden van president Trump hebben het oneerlijke feit onthuld van het verraad van de president aan zijn ambtseed, verraad aan onze nationale veiligheid en verraad aan de integriteit van onze verkiezingen. Daarom kondig ik vandaag aan dat het Huis van Afgevaardigden een officieel afzettingsonderzoek start.
Op 8 oktober kondigde het Witte Huis aan dat het weigerde mee te werken aan het lopende onderzoek tegen de president.
Op 10 december werden twee 'articles of impeachment' door de Democraten van het Huis van Afgevaardigden vastgesteld. In het eerste werd president Donald Trump beschuldigd van misbruik van macht; in het tweede van tegenwerking van het Congres bij het onderzoeken van het eerste.
Op 19 december 2019 besloot het Huis van Afgevaardigden in meerderheid president Trump inderdaad in beschuldiging te stellen. Dit betekende dat de zaak verwezen kon worden naar de Senaat, waar dan een afzettingsprocedure kon beginnen. Op 31 januari 2020 liet de Republikeinse senator Lamar Alexander weten dat hij geen getuigen wilde oproepen, waarmee de benodigde meerderheid om dit te kunnen laten doorgaan – 51 van de 100 senatoren – niet gehaald werd. 
Op 1 februari stemde de Senaat, waarin de Republikeinen verreweg de meerderheid vormen, met 51 tegen 49 stemmen tegen het oproepen van getuigen en het verzamelen van bewijsmateriaal. Daarmee werd vrijspraak voor Trump zo goed als zeker.
Op 5 februari werd Trump zoals verwacht door de Senaat vrijgesproken van de beide aanklachten die tegen hem waren ingediend.  De beschuldiging van machtsmisbruik werd verworpen met een meerderheid van 52 tegen 48 stemmen, die van tegenwerking van het Congres met 53 tegen 47 stemmen. Voor de aanklachten waren 67 stemmen nodig. De aanklacht van machtsmisbruik werd alleen door de  Republikein Mitt Romney gesteund, die daarmee de eerste senator in de Amerikaanse geschiedenis werd die voor de inbeschuldigingstelling van een president van de eigen partij stemde.